# Rudolf Kallaste
Rudolf Kallaste (* 22. Junijul. / 5. Juli 1904greg. in Tallinn, Gouvernement Estland; † 20. April 1964 ebenda) war ein estnischer Fußballspieler.

## Karriere
Rudolf Kallaste begann im Alter von 14 Jahren das Fußballspielen beim JK Tallinna Kalev. In den Jahren 1925 und 1926 bildete Kallaste gemeinsam mit Ralf Liivar die Abwehrreihe von Kalev. Ab 1926 spielte Kallaste vier Jahre lang für die Fußballmannschaft des Tallinna JK, mit der er in den 1926 und 1928 die  Estnische Meisterschaft gewinnen konnte. Von 1931 bis 1932 war er für Narva THK aktiv, bevor er seine aktive Fußballkarriere beendete.
Für die Estnische Fußballnationalmannschaft spielte Kallaste zwischen 1927 und 1929 in zehn Länderspielen. Im Jahr 1929 gewann er mit der Nationalelf den Baltic Cup. 
Im Jahr 1930 war er einer der Gründer des JS Estonia Tallinn, der bis 1940 siebenmal Estnischer Fußballmeister wurde.
Zusammen mit Ernst-Aleksander Joll brachte er in den 1930er Jahren ein Magazin für Sport und Autos heraus. 
Rudolf Kallaste wurde nach der sowjetischen Annektierung Estlands im Zweiten Weltkrieg, wie viele andere Esten auch, im stalinistischen Gulag-System nach Sibirien deportiert. Er war von 1947 bis 1956 im Kriegsgefangenenlager 503 in Kemerowo inhaftiert.

## Familie
Rudolf Kallaste wurde im Jahr 1904 als Sohn von Rudolf Kallaste sen. (1874–1927) und seiner Frau Lily Marie (geb. Melsas 1883–1960) in Tallinn geboren. Er war eines von drei Kindern. Am 13. März 1928 heiratete er Irene Kuusmann (1902–1970).

## Erfolge
- Baltic Cup: 1929
- Estnischer Meister: 1926, 1928